# Acordo de Pržino
Acordo de Pržino é um acordo político alcançado, entre 2 de junho e 15 de julho de 2015, entre os principais partidos políticos da República da Macedônia, com a mediação da União Europeia. O acordo pretendia encerrar a crise política e institucional macedônia iniciada no primeiro semestre de 2015. Previa quatro pontos essenciais: a participação do partido oposicionista União Social-Democrata da Macedónia (SDSM) nos ministérios; a renúncia antecipada do primeiro-ministro Nikola Gruevski (do partido VMRO-DPMNE, de direita nacionalista e conservadora), em janeiro de 2016; um governo provisório para conduzir o país até eleições gerais de 2016; bem como uma equipe especial para conduzir as investigações sobre os possíveis crimes revelados pelo escândalo das escutas telefônicas. 